# Bão Carmel (2021)
Bão Carmel là một xoáy thuận ngoài nhiệt đới và là một phần của mùa bão ở châu Âu 2021-22. Bão Carmel được đặt tên bởi cơ quan khí tượng Hi Lạp vào ngày 16 tháng 12 năm 2021. Đây là lần đầu tiên trong lịch sử có một cơn bão được đặt tên tại Israel.

## Chuẩn bị
Israel đã được dự báo trước là có bão đổ bộ.

## Tác động
Israel bị ảnh hưởng nặng nề bởi cơn bão.Tại sân bay quốc tế Ben Gurion, mưa trong hai ngày tại đây hơn trung bình của cả tháng.Mikveh Israel đo được lượng mưa 175 millimet (6.9 in) cũng trong vòng hai ngày đó (147 millimet (5.8 in) trong vòng một ngày), lượng mưa cao thứ ba đo được trong thế kỉ trước. Cộng hòa Síp không chịu quá nhiều thiệt hại do Carmel. Tại Israel, hai người vô gia cư đã chết ở thành phố ven biển Bat Yam và một người khác ở Tel Aviv, do hạ thân nhiệt. Một trường hợp tử vong khác xảy ra do một vụ tai nạn giao thông do mưa xối xả, nâng tổng số người chết lên tới 4 người.